# Barling (Essex)
Barling – wieś w Anglii, w Esseksie, w dystrykcie Rochford, w civil parish Barling Magna. W 1931 roku civil parish liczyła 380 mieszkańców. Barling jest wspomniana w Domesday Book (1086) jako Berlinga.